# Microula pseudotrichocarpa
Microula pseudotrichocarpa är en strävbladig växtart som beskrevs av Wen Tsai Wang. Microula pseudotrichocarpa ingår i släktet Microula och familjen strävbladiga växter. Utöver nominatformen finns också underarten M. p. grandiflora.